# سیارک ۲۵۴۲۶
سیارک ۲۵۴۲۶ (به انگلیسی: 25426 Alexanderkim، نامگذاری:1999VU169) بیست و پنج هزار و چهارصد و بیست و ششمین سیارک کشف شده‌است که در ۱۴ نوامبر ۱۹۹۹ کشف شد.
قدر مطلق سیارک برابر ۸.۵ است.